# Baronul Haussmann

Bulevardul Grande Armée, unul dintre cele douăsprezece mari bulevarde ale lui Haussman, radiind din Arc de Triomphe.
 La Défense și Grande Arche (cubul găurit) pot fi văzute la orizont.

Versiunea mare

Georges-Eugène, Baron Haussmann (n. 27 martie 1809 - d. 11 ianuarie 1891) a fost un planificator civic francez, al cărui nume este asociat cu reconstrucția Parisului. S-a născut în Paris, într-o familie protestantă, de origine germană din Alsacia.
A fost educat la Colegiul Henry al IV-lea, urmând să studieze Dreptul, luând în același timp lecții la Conservatorul din Paris, (a fost un bun muzician). A devenit sous-préfet în Nérac (1830) și a avansat repede în serviciul civil până ce a fost ales de Persigny prefect al departamentului Sena, învingându-l pe Jean Jacques Berger, care a ezitat să atragă asupra sa schemele imperiale pentru stabilirea Parisului. Haussmann va rămâne pe acest post până în 1870.
Însărcinat de Napoleon al III-lea pentru a crea un program de reformare arhitecturală în Paris, Haussmann a ridicat Bois de Boulogne și a realizat îmbunătățiri substanțiale în parcurile mici. Grădinile Palatului Luxembourg au fost tăiate pentru crearea unor noi străzi, iar Bulevardul Sebastopol, partea sudică a căruia este numită astăzi Bulevardul Saint Michel, a fost transferat într-un district foarte populat. În plus, câteva schimbări ale străzilor au creat "bulevarde" întinse, care astăzi au devenit micile străzi pariziene. Un nou sistem de pompare cu apă, un sistem gigantic de canalizare, noi poduri, Opera și alte clădiri publice, includerea districtelor periferice — acestea se aflau printre cele mai noi reușite ale prefectului, îndeplinite cu ajutorul unei gestionări înțelepte a fondurilor publice, care va fi inculpată de Jules Ferry în Les Comptes fantastiques de Haussmann, în 1867. (Un joc de cuvinte între contes, povești și istorisiri și comptes, conturi.)
Un împrumut de 250 milioane de franci francezi a fost încasat de orașul Paris în 1865 și un altul de 260 milioane în 1869. Aceste sume au reprezentat numai părți din schițele financiare ale lui Haussmann, ceea ce a dus la concedierea sa de către guvernul lui Émile Ollivier. După căderea celui de-al Doilea Imperiu Francez a petrecut un an în străinătate, dar a reintrat în viața publică în 1877, când a devenit un deputat bonapartist pentru Ajaccio.
Munca sa a distrus mare parte din orașul medieval. Se estimează că el a transformat 60% din clădirile Parisului. De precizat este faptul că el a redesenat Place de l'Étoile și a creat bulevarde lungi cu perspective spre monumente ca și Arc de Triomphe și Opera Garnier.

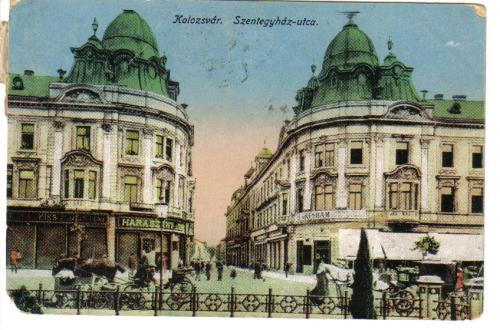
Strada Bisericii din Cluj (actuală Iuliu Maniu), construită după moda haussmanniană în timpul administrației austro-ungare. Carte poștală din anul 1911.

Haussmann a devenit senator în 1857, membru al Academiei de Arte Frumoase în 1867 și a primit marea cruce a Legiunii de Onoare în 1862. A murit în Paris și este înmormântat în Cimitirul Père-Lachaise. Numele său dăinuiește și astăzi în Bulevardul Haussmann. Ultimii ani ai săi i-a petrecut scriindu-și memoriile (Mémoires, 3 volume, 1890-1893).
După moda urbanistică haussmanniană s-au construit o serie de orașe europene. Bucureștiul, capitala României, precum și Clujul, au beneficiat de construcții bazate pe planurile pariziene ale lui Haussmann, respectiv Bulevardul Magheru din București și actuala stradă Iuliu Maniu din Cluj.